# Championnat du Turkménistan de football 2008
Navigation
Saison 2007 Saison 2009
La saison 2008 du Championnat du Turkménistan de football est la seizième édition de la première division au Turkménistan. La compétition rassemble les onze meilleurs clubs du pays qui sont regroupés au sein d'une poule unique et s'affrontent deux fois, à domicile et à l'extérieur. En fin de compétition, il n'y a ni promotion, ni relégation.
C'est le club du FK Achgabat, tenant du titre, qui remporte à nouveau la compétition cette saison après avoir terminé -invaincu- en tête du classement final, avec huit points d'avance sur HTTU Achgabat et onze sur Nebitçi Balkanabat. C'est le deuxième titre de champion du Turkménistan de l'histoire du club. 
Köpetdag Achgabat, le club emblématique du pays, doit se retirer du championnat pour des raisons financières avant le début de la saison et disparaît du paysage footballistique dans la foulée.

## Les clubs participants
| - FK Altyn Asyr - Promu de D2 - Nebitçi Balkanabat - Merw Mary - Şagadam Türkmenbaşy - Gara Altyn Balkanabat - Promu de D2 - FK Ahal Änew - Promu de D2 | - Talyp Sporty Achgabat - HTTU Achgabat - Turan Dashoguz - FK Achgabat - Bagtyýarlyk Türkmenabat - Promu de D2 |

## Compétition
Le barème de points servant à établir le classement se décompose ainsi :
- Victoire : 3 points
- Match nul : 1 point
- Défaite : 0 point

### Classement
| Rang | Équipe                   | Pts | J  | G  | N | P  | Bp | Bc | Diff |
| ---- | ------------------------ | --- | -- | -- | - | -- | -- | -- | ---- |
| 1    | FK AchgabatT             | 52  | 20 | 16 | 4 | 0  | 48 | 4  | +44  |
| 2    | HTTU Achgabat            | 47  | 20 | 14 | 5 | 1  | 55 | 9  | +46  |
| 3    | Nebitçi Balkanabat       | 44  | 20 | 14 | 2 | 4  | 42 | 16 | +26  |
| 4    | Merw MaryC               | 35  | 20 | 10 | 5 | 5  | 31 | 22 | +9   |
| 5    | Talyp Sporty Achgabat    | 29  | 20 | 7  | 8 | 5  | 21 | 10 | +11  |
| 6    | Şagadam Türkmenbaşy      | 27  | 20 | 7  | 6 | 7  | 20 | 19 | +1   |
| 7    | Turan Dashoguz           | 25  | 20 | 7  | 4 | 9  | 18 | 40 | -22  |
| 8    | FK Altyn AsyrP           | 23  | 20 | 7  | 2 | 11 | 21 | 20 | +1   |
| 9    | Gara Altyn BalkanabatP   | 20  | 20 | 6  | 2 | 12 | 27 | 34 | -7   |
| 10   | FK Ahal ÄnewP            | 4   | 20 | 1  | 1 | 18 | 12 | 68 | -56  |
| 11   | Bagtyýarlyk TürkmenabatP | 1   | 20 | 1  | 1 | 18 | 7  | 60 | -53  |

|  | Qualification pour la Coupe du président de l'AFC 2009        |
|  | T : Tenant du titre C : Vainqueur de la Coupe du Turkménistan |

## Bilan de la saison
| Championnat du Turkménistan de football 2008                             |                        |
| Champion                                                                 | FK Achgabat (2e titre) |
| Coupes et trophées                                                       |                        |
| Vainqueur de la Coupe du Turkménistan 2008                               | Merw Mary              |
| Qualifications continentales                                             |                        |
| Coupe du président de l'AFC 2009                                         | FK Achgabat            |
| Promotions et relégations                                                |                        |
| Promus en Yokary Liga                                                    | Aucun                  |
| Relégués en Championnat du Turkménistan de football de deuxième division | Aucun                  |